# Vép
Vép é uma cidade da Hungria, situada no condado de Vas. Tem 32,89 km² de área e sua população em 2019 foi estimada em 3.322 habitantes.